# فلاديمير راموس كارديناس
فلاديمير راموس كارديناس (بالإسبانية: Vladimir Ramos Cárdenas)‏ هو سياسي مكسيكي، ولد في 28 فبراير 1978 في تشياباس في المكسيك. حزبياً، نشط في حزب العمل الوطني. وقد انتخب عضو مجلس النواب المكسيك.